# Виссарион (Джувани)
Митрополи́т Виссарио́н (алб. Mitropoliti Visarion, в миру Висар Джува́ни, алб. Visar Xhuvani; 14 декабря 1890, Эльбасан, вилайет Манастир, Османская империя — 15 декабря 1965, Эльбасан, Народная Социалистическая Республика Албания) — епископ Албанской православной церкви, митрополит Бератский, Влёрский и Канинский. С 1929 по 1936 год предстоятель в то время непризнанной автокефальной православной церкви Албании с титулом «митрополит Дурресский, архиепископ всей Албании».

## Биография
Родился в албанской семье 14 декабря 1890 года в Эльбасане, тогда под властью Османской империи. Окончил начальную школу в родном городе, после чего поступил в Ризарийскую богословскую школу в Афинах. Затем окончил богословский институт Афинского университета.
С 1919 по 1923 года служил в одном из храмов Софии, а после того в течение короткого времени в Цетине.
В декабре 1920 года принимал участие в Люшненском конгрессе, был избран сенатором.
На Великом церковно-народом соборе 10—12 сентября 1922 года в Берате, где была односторонне (без благословения Константинопольского патриархата, в юрисдикцию которого с 1767 года входила Албания) провозглашена автокефалия Албанской церкви, вместе с Феофаном Ноли активно поддерживал идею независимости Албанской церкви от Константинопольского патриархата, был избран её первым национальным архиереем. Вступил в переговоры с Сербской Церковью о своей архиерейской хиротонии. Наконец 3 мая 1925 года в Монастыре Савина, что в Которском заливе в Герцеговине, двумя русскими архиереями, пребывавшими в Югославии, — епископом Аксайским Гермогеном (Максимовым) и епископом Владивостокским Михаилом (Богдановым) — был рукоположен во епископа. Вскоре после этого возвратился в Албанию.
В феврале 1929 года епископ Виссарион вместе с сербским епископом Скадарским Виктором (Михайловичем), без предварительных переговоров с Константинополем, поставили троих епископов-албанцев: 11 февраля — Агафангела (Чамче) на Бератскую каферу, 12 февраля — Евгения (Костеву) в качестве викарного епископа, 17 февраля — Амвросия (Икономи) на Гирокастринскую кафедру. Из них 18 февраля составился Священный Синод Албанской Православной Церкви, который избрал владыку Виссариона своим председателем, митрополитом Дурресским и архиепископом всей Албании. Вслед за утверждением Синода королём Ахметом Зогу, 26 февраля 1929 года вновь провозгласил Албанскую Церковь автокефальной, о чём письменно известил все автокефальные Православные Церкви. Константинопольская патриархия обратилась с посланием к албанской православной пастве, в котором призывает ее избегать всякого церковного общения с низвергнутыми епископами, чьи действия теперь «лишены духовной силы».
Председатель Архиерейского Синода РПЦЗ митрополит Антоний (Храповицкий), с согласия Сербской Патриархии, признал автокефалию Албанской православной церкви. Сербский патриарх официально воздерживался от признания и общения с ее иерархами, однако всячески содействовал предоставлению автокефалии со стороны Константинпольского патриархата.
Непризнание другими Православными Церквами, усиленная римо-католическая пропаганда и недоброжелательное отношение правительства к Православию поставили Албанскую Церковь в труднейшие условия. 24 января 1935 года направил королю телеграмму, в которой писал о систематических притеснениях Церкви и препятствиях, чинимых ей в собирании пожертвований. После этого был принят королём, который обещал улучшить положение Церкви. Другие поместные церкви, в том числе Московский Патриархат во главе с Заместителем Патриаршего Местоблюстителя митрополитом Сергием (Страгородским) эту автокефалию не признали.
27 мая 1936 года, желание своим уходом способствовать скорейшему признанию автокефалии Албанской Церкви Константинопольским Патриархатом, почислен на покой, согласившись таким образом с требованиями последнего.
Вскоре после установления канонической автокефалии Албанской Церкви, 16 апреля 1937 года обратился с покаянием и был прощён Константинопольским патриархом Вениамином, после чего удалился в Монастырь Иоанна-Владимира в Эльбасане.
На начало 1942 года состоял председателем албанского отделения Всемирного совета сотрудничества Церквей.
8 февраля 1942 года, с согласия оккупационной администрации, был назначен митрополитом Бератским и Валонским.
После установления коммунистического режима в Албании несколько лет провёл в тюрьме.
Скончался 15 декабря 1965 года. Первоначально был похоронен в церкви святого Иоанна-Владимира в соседней деревне Шийон, а затем, после начала массовой антирелигиозной компании, похоронен на местном деревенском кладбище.